# Karl Åkerman
Karl Erik Ossian Åkerman, född 20 maj 1950 i Helsingfors, är en finländsk läkare.
Åkerman blev medicine och kirurgie doktor 1978. Han var 1979–1982 assistent och biträdande lärare vid institutionerna för medicinsk kemi och patologi vid Helsingfors universitet. Han var 1984–1997 professor i farmaceutisk kemi och biokemi vid Åbo Akademi och blev 1997 professor i cellfysiologi vid Uppsala universitet samt 2000 professor i cellbiologi vid Kuopio universitet.
I sin forskning har Åkerman inriktat sig på regleringen av kalciumjämvikten i cellerna och på signalväxlingen mellan cellerna. Han erhöll Anders Jahres pris 1988.